# Lena Horne Theatre
Il Lena Horne Theatre, precedentemente noto come Brooks Atkinson Theatre, è un teatro di Broadway sito nel quartiere di Midtown Manhattan a New York.

## Storia
Progettato da Herbert J. Krapp, il teatro aprì al pubblico il 15 febbraio 1926 con il nome di Mansfield Theatre. Dal 1933 al 1945 il teatro cadde in uno stato di semi-abbandonato, ma nel 1945 fu affittato dalla CBS come studio televisivo e da lì fu trasmessa la popolare serie What's My Line?. Nel 1960 il teatro fu ribattezzato in onore del critico teatrale Brooks Atkinson e fu riportato alla sua funzione originale; sette anni più tardi il Brooks Atkinson Theatre fu acquistato dalla Nederlander Organization.
Nel 1981 il teatro ospitò l'adattamento di Edward Albee del romanzo Lolita, mentre nel 1983 la prima statunitense di Rumori fuori scena ebbe luogo proprio al Brooks Atkinson Theatre. Del 1985 fu invece il debutto di Benefactors, fresco della vittoria del Laurence Olivier Award alla migliore nuova opera teatrale, ottenuto sulle scene londinesi l'anno prima. Nel 1993 il primo revival del musical She Loves Me andò in scena al teatro, seguito nel 1999 da una produzione di Arriva l'uomo del ghiaccio di Eugene O'Neill. I primi anni duemila videro nuovi allestimenti di grandi classici teatrali, come Zio Vanja con Derek Jacobi nel 2000 e Medea con Fiona Shaw nel 2002. Nel 2005 Nathan Lane e Matthew Broderick furono i protagonisti de La strana coppia, mentre nel 2007 Kevin Spacey tornò a recitare al teatro in Una luna per i bastardi.
Dal 2007 al 2009 un revival di Grease andò in scena al Brooks Atkinson Theatre, seguito da Rock of Ages tra il 2009 e il 2011. Nel 2015 Michael Arden ha diretto nel teatro il primo revival di Spring Awakening, seguito dal musical di Sara Bareilles Waitress, rimasto in cartellone al Brooks Atkinson dal 2016 al 2020. Nel 2020 il musical Six debutta a Broadway proprio al Brooks Atkinson Theatre.
Il 1º novembre 2022 il teatro viene ribattezzato Lena Horne Theatre in onore dell'attrice e cantante afroamericana.